# Свети Архангел Михаил (Брунари)
„Свети Архангел Михаил“ (на полски: Cerkiew św. Michała Archanioła) е дървена католическа църква в село Брунари в Горлишки окръг на Малополското войводство в Полша. Принадлежи към образците на класическата лемковска архитектура. През 2013 г. храмът е включен в списъка за световно културно и природно наследство на ЮНЕСКО, заедно с други дървени църкви в района на Карпатите в Полша и Украйна.
Първата църква в Брунари се появява след 1616 г., когато в селото е основана униатска енория. Нова църква е построена през 1653 г., а съвременната – през 18 век. През 1831 г. тя е преустроена и разширена. Бившият презвитерий е съчетан с нефа. Църквата е била част от местната гръкокатолическа енория.
Дървената църква принадлежи към лемковската архитектура от 17 век. Архитектурната структура на храма е разделена на три квадрата: олтар, неф и бабинец. Всички външни елементи на църквата са покрити с гонт. Над притвора се издига кула, а всяка глава е увенчана с декоративен кръст. Вътре се намира бароков иконостас от 18 век. Оцелели са стенописи от 18 – 19 век, рисувани в сини тонове с винени мотиви. В допълнение към главния олтар от 17 век, църквата има и два странични олтара от 18 век.
След операция „Висла“ през 1947 г., когато лемките са преселени в западните територии на Полша, храмът започва да се използва като римокатолическа църква.